# Avatele Park
Avatele Park – wielofunkcyjny stadion w Avatele na Niue. Jest obecnie używany głównie dla meczów piłki nożnej. Swoje mecze rozgrywa na nim drużyna piłkarska Avatele FC. Stadion może pomieścić 1000 osób.